# 俅江苍山蕨
俅江苍山蕨（学名：Ceterachopsis qiujiangensis）为铁角蕨科苍山蕨属下的一个种。植株高达40厘米。生林下石上，海拔2500米。

## 扩展阅读
- 維基物種上的相關：俅江苍山蕨